# Compound-stoommachine

Typische thermodynamische werking van een triple-expansie stoommachine (rood = zeer heet, geel = minder heet, blauw = eindtemperatuur)

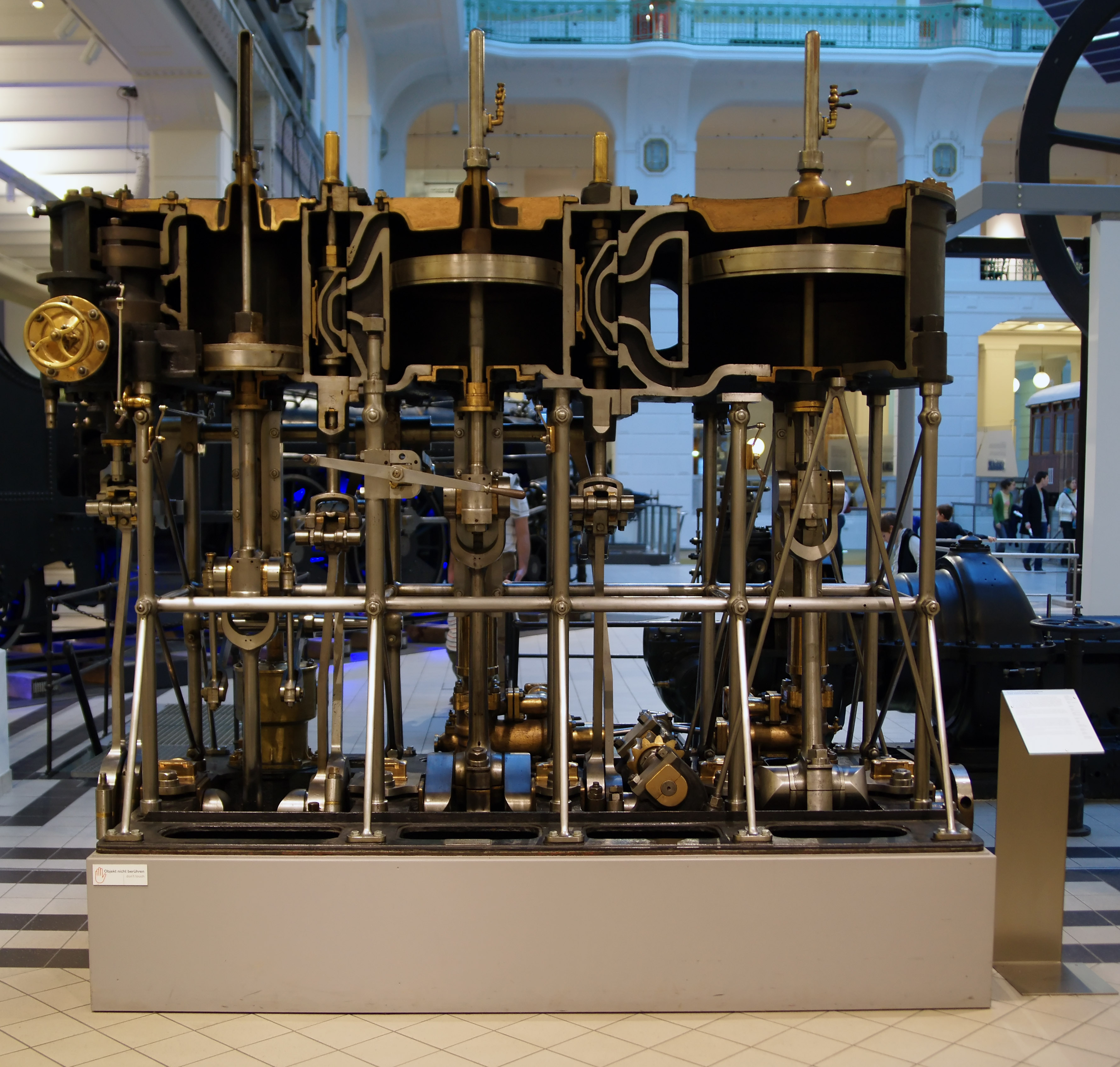
Opengewerkte compound-stoommachine met drie cilinders

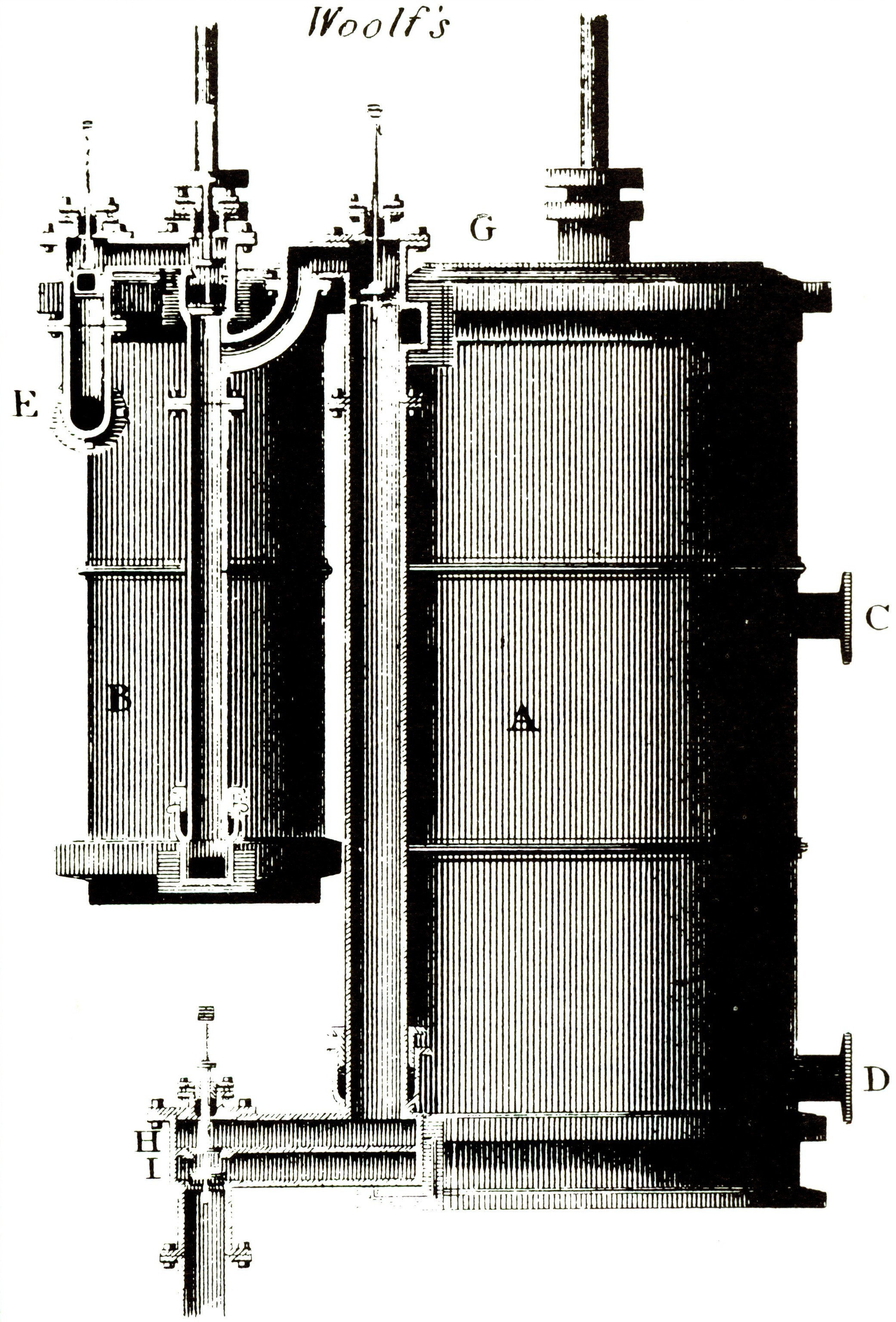
In een compound-stoommachine van Woolf, gaat de stoom van hoge druk eerst in de kleine cilinder (B) daarna in de grote cilinder(A) door expansie tot de lagere druk

Een compound-stoommachine is een stoommachine met twee cilinders: er zijn in tandem een hoogdruk- en een laagdrukcilinder na elkaar opgesteld; de laagdrukcilinder gebruikt afgewerkte stoom van de hoogdrukcilinder (compound). Compound slaat op het gebruik van de afgewerkte stoom van de hoogdrukcilinder in de laagdrukcilinder. Tandem slaat op de hoogdruk- en laagdrukcilinders die in tandem achter elkaar op dezelfde as gebouwd zijn.

## Geschiedenis
Ontwikkeld in 1803 door Jonathan Hornblower, een van de grootste concurrenten van James Watt. Bij lage stoomdruk zorgde dit type stoommachine echter niet voor een besparing. Pas met stoom onder hoge druk vanaf 10 bar werd dit idee terug opgevist door Woolf. Hij ontwikkelde een machine met twee cilinders, waarvan er één werkte met hoge druk en één met lage druk. Dit heet dubbele expansie. Door het verdelen van de expansie werd het warmteverlies, dat ontstaat door de condensatie van de stoom, tenietgedaan.

## Triple-expansie en quadruple-expansie
Later werd de expansie niet enkel meer over twee cilinders (compound), maar ook over drie (triple-expansie) en vier (quadriple-expansie) cilinders verdeeld.

## Scheepvaart
Gerhard Moritz Roentgen paste als eerste de Compound-stoommachine toe in de scheepvaart. Als directeur van de Nederlandsche Stoomboot Maatschappij exploiteerde hij stoomsleepboten op de grote rivieren, en hij gebruikte daar de Compound motoren voor.